# Brassavola grandiflora
Brassavola grandiflora är en orkidéart som beskrevs av John Lindley. Brassavola grandiflora ingår i släktet Brassavola och familjen orkidéer. Inga underarter finns listade i Catalogue of Life.